# Grand Veneur (cheval)
Pour les articles homonymes, voir Grand veneur (homonymie).
Grand Veneur (né le 3 avril 1972, mort le 13 août 1988) est un étalon reproducteur du stud-book Selle français, l'un des grands fondateurs des lignées de chevaux de sport, tout particulièrement pour le saut d'obstacles.

## Histoire
Grand Veneur naît le 3 avril 1972, de la jument Tanagra G. De 1976 à 1987, il est étalon reproducteur public au haras national de Saint-Lô. Il meurt le 13 août 1988.

## Description
Grand Veneur est un étalon Selle français de robe alezane, toisant 1,68 m, bien orienté, puissant et réactif, qui marche fort, particulièrement apte à l'obstacle.

## Pedigree
Grand Veneur est un Selle français A, par Amour du Bois et Tanagra G par Le Mioche, un Pur-sang,. Il descend d'Orange Peel, un étalon Pur-sang très influent parmi les lignées de chevaux d'obstacle. 

## Reproduction

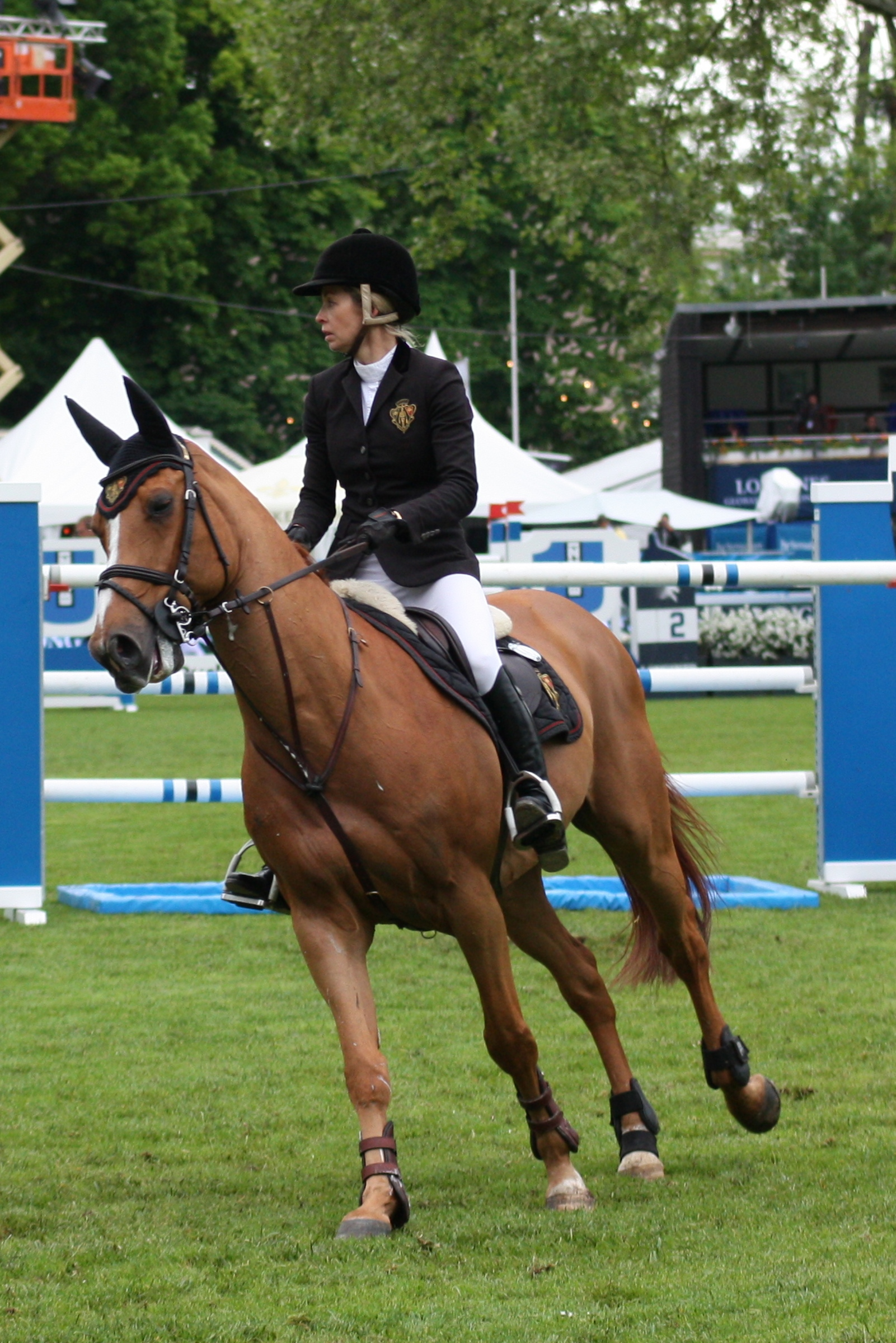
Itot du Château est un petit-fils de Grand Veneur.

Grand Veneur est tête de liste des pères de gagnants en saut d'obstacles durant plusieurs années, en particulier comme père de jeunes chevaux. Ses descendants peuvent manquer de distinction, mais Grand Veneur transmet de l'aptitude et du modèle, et ils ont tous montré de remarquables aptitudes au saut d'obstacles, en particulier lorsqu'ils sont souples. Grand Veneur a bien réussi en croisement sur des juments élégantes et près du sang, mais il arrive qu'il transmette un dos trop long et mal tendu. 
Il est le père d'une soixantaine d'étalons, dont Le Tot de Semilly, considéré comme son meilleur fils. Il est également un très bon père de mères (Le Prestige St-Lois, etc). 
De nombreux stud-book internationaux de chevaux de sport recherchent sa descendance.